# Старый Аксай
Старый Аксай (кум. Яхсай, Эсги Яхсай) — кумыкское село, столица Аксаевского княжества, располагавшегося на территории Кумыкского владения Кавказского наместничества Российской Империи, уничтоженного в 1825 году царскими войсками.

## География
Располагалось на правом берегу реки Аксай, выше укрепления Герзель-Аул. Современная локализация — правый берег рек Аксай, примерно в 600 м к югу от мостового перехода через реку федеральной трассы «Кавказ». В настоящее время земли бывшего села попали под зону жилой застройки села Тухчар.

## История
Кумыкское село возникло в середине XVII века как вотчина младшего сына Эндиреевского князя Султанмута мурзы Алибека. Расположение населённого пункта на стратегическом пути — Солтанской дороге, быстро привело к экономическому укреплению и политическому обособлению его от Эндиреевского княжества. Аул становится центром нового Аксайского княжества.
В 1721 году аксайский уллубий (правитель) Солтан-Махмуд присягает на верность и переходит в подданство Российской империи. Княжество охватывало территорию от «южных границ» Эндиреевского княжества и включало 6 качалыковских деревень, междуречье рек Ямансу и Аксай, и проходила вниз по правобережью Терека от станицы Щадринской к Каспийскому морю, захватывало несколько мелких островов и несколько ногайских кочевий. С присоединением к России село получило дальнейший толчок к развитию, так по докладу коменданта города Кизляра Ахвердова, «в 1804 году в Аксае было 500 хозяйств, а в 1812 году число их достигло 800». Аксай превратился в крупный торговый центр.
Ермолов в своих «Записках» сообщает, что кумыки были стеснены чеченцами, «во множестве к ним переселившимися»... «Так общество качкалыков заняло лучшие аксаевские земли».

### Участие аксайцев в осаде укрепления Герзель
В 1820 г., для защиты Аксая от набегов со стороны немирных чеченцев, в ауле Герзель (на противоположном от села левом берегу реки Аксай) русское военное командование оборудует укрепленный пост, где расположилась одна рота 43-го егерского полка. В 1824 году мулла Мухаммед из аула Майртуп объявил себя шейхом и призвал к газавату против неверных. Около 4000 чеченцев осадили укрепление Герзель, к ним примкнула и часть аксайцев. После разгрома мятежа, генерал-лейтенант Д. Т. Лисаневич потребовал схватить и наказать всех участников мятежа из Аксая. С этой целью он приказал старшему князю майору М. Х. Уцмиеву доставить в укрепление Герзель 300 почётнейших старшин кумыкского аула. 16 июля 1825 года в ходе допроса старшин генерал-лейтенант Д. Т. Лисаневич был убит одним из старшин, Учаром Гаджи.
В первой половине августа 1825 года в Аксай прибыл генерал Ермолов. На встрече с князьями он упрекнул их, что «без участия аксайцев чеченцы не могли бы ничего предпринимать против укрепления Герзели». Он высказал им мысль о том, что жителям Аксая лучше бы находиться подальше от чеченцев, чтобы прервать вынужденные связи с ними, приводящие к волнениям и беспорядкам, и предложил перевести село на равнину. Для переселения был выбран аул Ташкичу, располагавшийся ниже по течению реки Аксай, кумыкам запрещено было селиться на старом месте. С этого времени за аулом закрепляется название «Новый Аксай». С течением времени приставка «Новый» отпадает и село именуется просто Аксай.

### Осада Старого Аксая и окончательное переселения кумыков в Таш-Кечу
7 апреля 1836 года кумыкский наиб Ташав Хаджи со своим войском осадил аул Старый Аксай.

Но как старый Аксай по центральному положению своему весьма важный пункт для прикрытия кумыкских владений и наблюдения за качкалыковцами и ауховцами, то при оном или в другом близком к нему месте необходимо иметь постоянно резерв; для чего в. пр. весьма основательно уже распорядились оставить два бат. Апшеронского полка с нужным числом артиллерии и казаков; между тем дабы войска, которые будут расположены в Старом Аксае, не оставались праздными весьма полезно было бы теперь же приступить к возведению Герзель-аульского укрепления.— Предписание ген.-адъют. Граббе ген.-л. Галафееву о подавлении восстания на Северо-Восточном Кавказе. 8 апреля 1840 г.
Жители Старого Аксая узнав о приближения отряда кумыкского наиба Шамиля Ташев-Хаджи Эндиреевского собрали свои семейства и имущества в мечеть, затем стали самостоятельно удерживать объединенный отряд Ташава, собранный из чеченских разбойников и андийцев с гумбетовцами. О вторжении аксаевские кумыки оповестили главного кумыкского пристава и по совместительству аксаевского князя Мусу-Хасава, который без промедлений собрав 200 человек конных из кумыков и присоединив к ним 100 линейных казаков с 2-мя конными орудиями, располагавшиеся при Таш-Кичу (позже Новый Аксай). Муса-Хасав разбил отряд Ташава и те вынужденно покинули аул. 8 апреля отряд Ташава-Хаджи пополнился, снова направившись в Старый Аксай, видя это Муса-Хасав собрал всех оставшихся кумыков в Старом Аксае после событий 1827 года, решив оных переселить уже к тем переселенным староаксаевцам в Таш-Кичу, сопроводив их вместе до пункта назначения 100 казаками и 2-х конных орудий. Часть отряда Ташава бросилась безуспешно за переселяемыми аксаевцами, другая часть бросилась на опустевший аул, видев что в нем дома пусты, сожгли их. Так древний кумыкский населённой пункт, в прошлом город и столица Аксаевского княжества прекращает своё существование на прежнем месте, но топонимически продолжает существовать на месте другого древнего кумыкского селения Таш-Кечу, который был переименован потомками староаксаевцев в Новый, а затем просто Аксай (Яхсай).

## Возрождение села
В 1900 г. на месте Старого Аксая возникло новое поселение. Его основали 62 семьи малороссов переселенцев из Тифлисской, Харьковской, Черниговской, Терской и Донской областей. По данным на 1907 г. в поселке Старый Аксай проживало 305 человек. Жителями было арендовано 1468 десятин земли. Основное занятие населения — хлебопашество. В поселке имелось 28 лошадей и 178 голов крупного рогатого скота.